# Heliconius gratiosa
Heliconius gratiosa är en fjärilsart som beskrevs av Friedrich Wilhelm Niepelt 1909. Heliconius gratiosa ingår i släktet Heliconius och familjen praktfjärilar. Inga underarter finns listade i Catalogue of Life.